# Pallanuoto ai IV Giochi asiatici
Il IV torneo asiatico di pallanuoto ebbe luogo dal 28 agosto al 1º settembre 1962 nel contesto dei IV Giochi asiatici svoltisi a Giacarta.
Il torneo si disputò con la stessa formula dell'edizione precedente. I detentori del Giappone si confermarono sul gradino più alto del podio.

## Risultati
| 28 agosto | Giappone | 1 – 0 | Indonesia |  |

| 28 agosto | Singapore | 11 – 2 | Hong Kong |  |

| ? | Giappone | batte – | Singapore |  |

| ? | Indonesia | batte – | Hong Kong |  |

| 1º settembre | Indonesia | batte – | Singapore |  |

| 1º settembre | Giappone | 20 – 2 | Hong Kong |  |

## Classifica finale
|         | Squadra   | Punti | G | V | N | P | GF | GS | Diff |
| ------- | --------- | ----- | - | - | - | - | -- | -- | ---- |
| Oro     | Giappone  | 6     | 3 | 3 | 0 | 0 |    |    |      |
| Argento | Indonesia | 4     | 3 | 2 | 0 | 1 |    |    |      |
| Bronzo  | Singapore | 2     | 3 | 1 | 0 | 2 |    |    |      |
| 4.      | Hong Kong | 0     | 3 | 0 | 0 | 3 |    |    |      |

## Fonti
- (EN) Todor66.com - Sport statistics Archive, su todor66.com.